# Рябков Павло Захарович
Павло Захарович Рябков (29 червня 1848, Херсон, Російська імперія - 28 грудня 1926, Зінов'євськ, УСРР) - український громадський діяч, археолог та етнограф.

## Життєпис

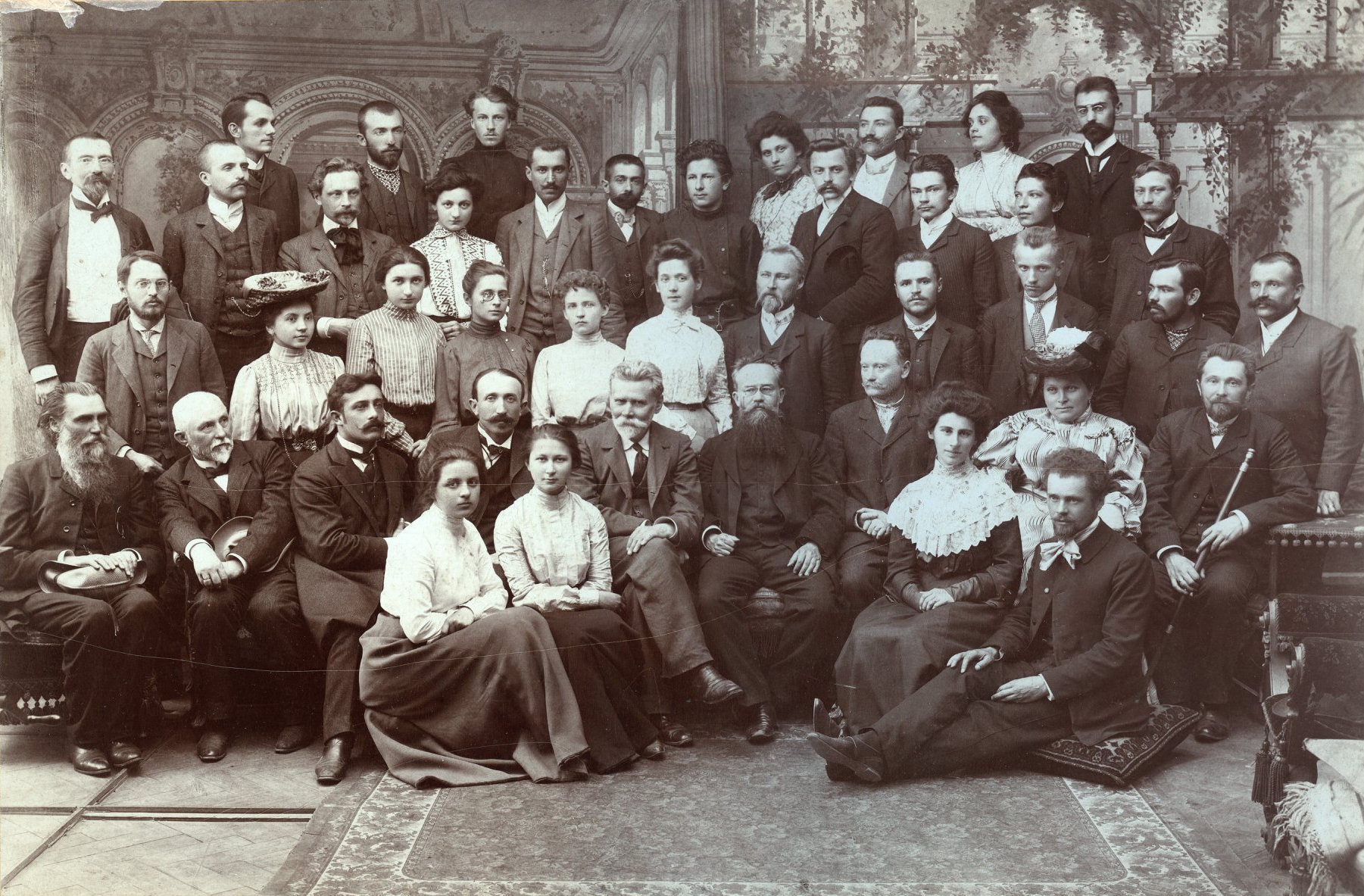
Викладачі та студенти Наукових курсів українознавства у Львові (організованих ТПУНЛШ), 5 липня 1904 р. Зліва направо: перший ряд (сидять): М. Дверницька, В. Чикаленківна, А. Трушева, І. Труш;
другий ряд (сидять): П. Рябков, Т. Ревакович, І. Брик, М. Ганкевич, Хв. Вовк, М. Грушевський, І. Франко, М. Грушевська, Вол. Гнатюк;
третій ряд (стоять): Вол. Дорошенко, М. Підлісецька (Мудракова), Г. Чикаленківна, К. Голицинська, О. Андрієвська, М. Липа, І. Липа, Ф. Шолудько, В. Панейко, Л. Сміщук, Л. Гарматій;
четвертий ряд (стоять): Вол. Лаврівський, Е. Голицинський, Юл. Бачинський, М. Крушельницька (Дроздовська), Дм. Дорошенко, Я. Грушкевич, Л. Чикаленко, Мих. Грушкевич, Ст. Дольницький, А. Хомик, М. Росткович;
п'ятий ряд (стоять): Юл. Ситник, Ол. Скоропис, Дм. Розов, Д. Старосольська (Шухевичівна), Вол. Загайкевич, Т. Єрми (п-ні Боднарова), Мих. Мочульський.

Народився в Херсоні в сім'ї вчителя. В 1868 році закінчив курс землемірних класів при Херсонській гімназії, де потрапив під вплив народницьких ідей. За участь у діяльності народницьких гуртків в Одесі й Києві (1877-79),  був на засланні в Середньоколимську (Якутія) (1880-84). По звільненні працював у земствах Херсона і (1892-1901) Єлисаветграда. Позбавлений праці за допомогу голодуючим селянам, перебував в політичній еміграції в Парижі (1901-04), де вчився у заснованій М.М. Ковалевським Російській вищій школі суспільних наук. У 1904 році брав участь в етноантропологічній експедиції під проводом Ф. Вовка й І. Франка на Бойківщині й Гуцульщині; опис останньої подав в «Этнографическом Обозрении». Досліджував побут і звичаї українського чумацтва. Повернувшись в 1917 році до Єлисаветграда, був одним із засновників краєзнавчого музею.

## Наукова діяльність
Рябков вивчав етнографічні особливості українських народів, археологічні пам'ятки, традиційні ремесла та господарські заняття. Зокрема, він досліджував рибальство на Чорному морі та річках, що в нього впадають, а також специфіку виробництва килимів у Херсонській губернії.

### Наукові праці
- «Рыболовство в Херсонской губернии» (Херсон, 1896)
- «Музейна справа в Зінов'євську»  (Кіровоград, 1992)
- «Чумацтво в Новороссии» (неопублікована 5-томна монографія)
- «Из воспоминаний боцмана с броненосца "Князь-Потемкин-Таврический" Н.А. Богдановича-Мурзака» (неопублікований рукопис, 1921, 22 сторінки)
- «Исторический очерк Елисаветградского общества распространения грамотности и ремесел» (неопублікований рукопис, частина 1, 1923, 152 сторінки)

## Громадська діяльність
У складний період національних утисків на теренах Російської та Австро-Угорської імперії, Рябков активно підтримував розвиток української національної ідентичності через науку та громадську діяльність. Його етнографічні та археологічні дослідження були спрямовані на вивчення історії та культури українського народу, що мало важливе значення для формування національної самосвідомості. Власні праці Рябкова, такі як «Нариси про походження народів Росії, України, Кавказу й Фінляндії» та «Про Галичину і Буковину», відображали глибоке розуміння етнічних процесів та історичних коренів української нації.
Рябков активно співпрацював з українськими науковими та культурними товариствами, зокрема, з Українським науковим товариством та іншими організаціями, які працювали над популяризацією національної культури. Він брав участь у наукових конференціях, семінарах, зібраннях, де виступав з доповідями та публікаціями, що сприяли розвитку етнографії, археології та інших наук в Україні. Крім того, він підтримував ініціативи, спрямовані на збереження та популяризацію українських народних традицій.
Особливу увагу Рябков приділяв дослідженню народних ремесел та промислів, що стали важливою частиною його громадської діяльності. Через свої наукові праці він пропагував значення таких традицій, як рибальство, килимарство, гончарство, що були важливими елементами матеріальної та культурної спадщини українського народу. Окремі праці, зокрема, дослідження «Риболовецькі артілі у пониззі Дніпра та Дністра» та «Виробництво килимів у Херсонській губернії», допомагали зберігати знання про ці стародавні промисли та сприяли їх популяризації серед української інтелігенції та широких верств населення.

## Вплив і спадщина
Дослідження Павла Рябкова стали важливим внеском у розвиток етнографії та археології в Україні. Його праці, зокрема в галузі рибальства та традиційних ремесел, мали значний вплив на подальші наукові дослідження в цих галузях. Рябков також сприяв розвитку української національної ідентичності через наукові праці, в яких відображено багатство народної культури.